# Peter Maličký
Peter Maličký (* 8. ledna 1956) je slovenský matematik a pedagog. Působí na Katedře matematiky Fakulty přírodních věd Univerzity Mateje Bela v Banské Bystrici.
Ve své vědecké práci se věnuje zejména teorii míry a integrálu a dynamickému systému.